# Borki (gmina Masłowice)
Borki – wieś w Polsce położona w województwie łódzkim, w powiecie radomszczańskim, w gminie Masłowice. W latach 1973–74 w gminie Kodrąb.
W latach 1975–1998 miejscowość należała administracyjnie do województwa piotrkowskiego.